# LSU-Baltai Kaunas
LSU-Baltai ist ein Sportverein aus Kaunas, Litauen.  Der Verein ist an der Lietuvos sporto universitetas (LSU) tätig. Er nimmt Teil am Spielbetrieb der litauischen LKL und baltischen BBL.

## Geschichte
1962 wurde am Lietuvos valstybinis Kūno kultūros institutas der Sportclub zu „Atletas“ genannt. Von 1995 bis 2012 war er Kauno „LKKA-Atletas“. Seit 2012 ist er Kauno „LSU-Baltai“.

## Spieler
Valdemaras Chomičius, Gintaras Krapikas, Gintaras Einikis, Rytis Vaišvila, Žydrūnas Ilgauskas, Kęstutis Kemzūra, Darius Sirtautas, Algirdas Brazys etc.
Manche Spieler wurden Trainer oder Basketballfunktionäre: V. Chomičius, Rimantas Grigas (* 1962), L. Šalkus, Ramūnas Butautas (* 1964), Antanas Sireika (* 1956), Nerijus Zabarauskas (* 1971), Kazys Maksvytis (* 1977), R. Petronis, Rimvydas Samulėnas (* 1964), K. Kemzūra, M. Balčiūnas etc.

## Trainer
- 1994: Vladas Garastas

## Quelle
1. ↑  Geschichte (Memento des Originals vom 30. Oktober 2013 im Internet Archive)  Info: Der Archivlink wurde automatisch eingesetzt und noch nicht geprüft. Bitte prüfe Original- und Archivlink gemäß Anleitung und entferne dann diesen Hinweis.